# 元町配水場
元町配水場（もとまちはいすいじょう）は、北海道函館市の函館山山麓にある配水場である。1889年（明治22年）、函館に日本国内で2番目の近代的上水道が敷設されたときに建設された。中区と高区の2つの配水池からなり、現在も函館市企業局上下水道部が使用し、函館市民に水を供給している。日本人が設計した日本最古の配水池であり、近代水道百選に選定、土木学会選奨土木遺産および近代化産業遺産群に認定されている。

## 概要
函館市街は函館山の東北部から広がっていったが、函館山には川がないため井戸を掘るしかなく、住民にとって水の確保が課題であった。かつ幕末の人口増加に伴い市街が東に広がってきたことを受け、1859年（安政6年）には亀田川から分岐し函館山の東まで流れる願乗寺川が開削された。しかし願乗寺川は汚水が流入し水質が悪く、コレラが流行した際にはその原因ともなり、1888年（明治21年）には新川が建設され廃止となった。
こうした中、明治に入り函館での上水道建設が再三計画されたが中止が続き、1888年（明治21年）1月にようやく事業が認可された。亀田川上流の赤川に取水口を設け、配水管を函館山山麓まで引き、配水池に一旦貯め、そこから市街へ水を供給するものであった。給与が高額のお雇い外国人ではなく日本人に工事を任せることとなり、イギリス人ヘンリー・S・パーマーの下で現地調査に当たっていた平井晴二郎が工事監督として実施設計を行い、工事を開始した。

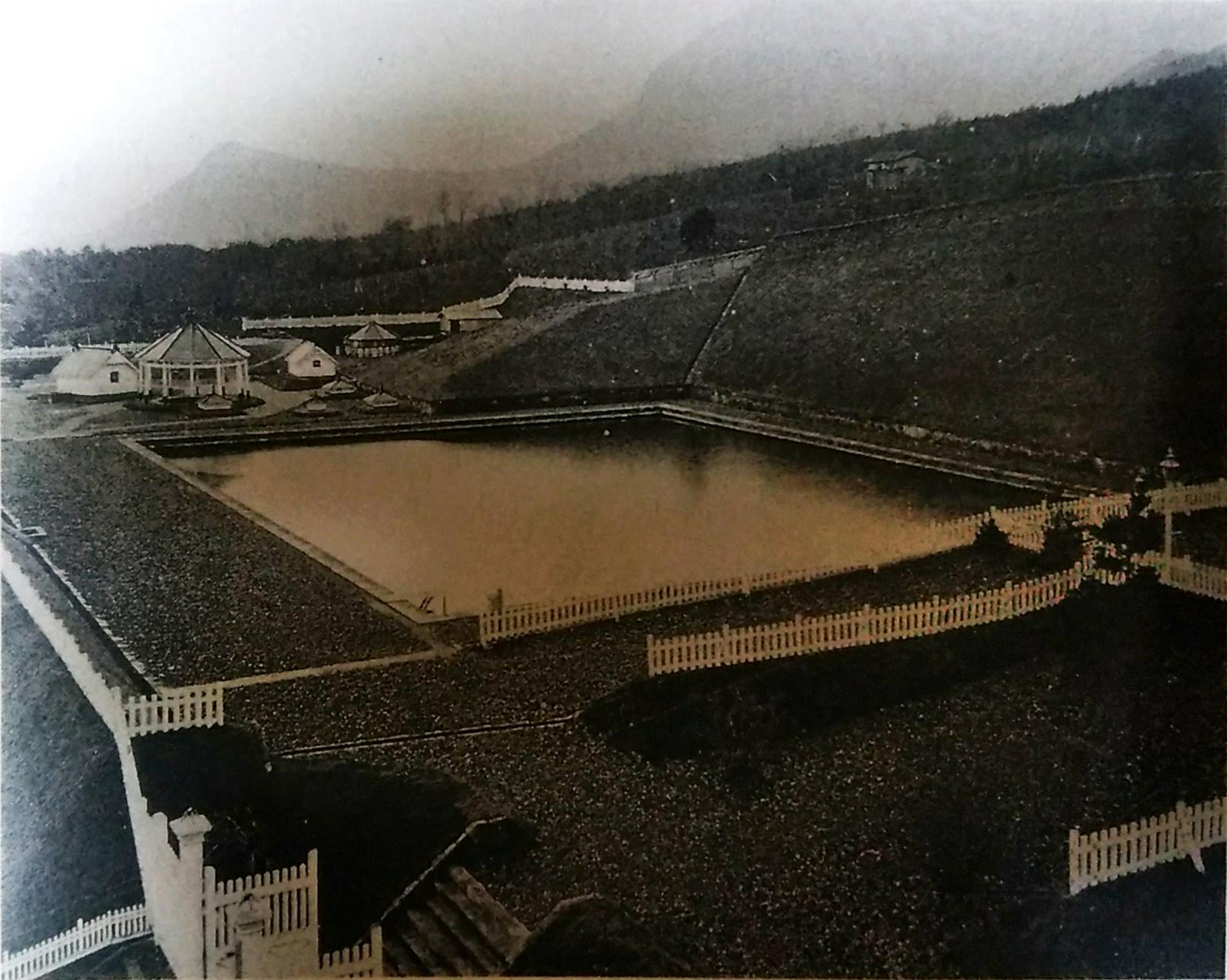
完成当時の元町低区（現：中区）配水池

配水池はコンクリート造の容量4,386立方メートルで、函館裁判所の裏手に建設された。1888年（明治21年）6月6日に池の掘削を開始し、翌年12月11日に工事が完了した。
しかし人口や出入船舶の増加等により、水需要がさらに伸びて供給が不足するようになったため、1893年（明治26年）から水道の増強を進めた。このとき、夏の最需要期に函館山山麓の高台の市街地で一時断水していたことから、最初の配水池より高い場所に第二の配水池（高区配水池）を建設した。標高91メートルの地点に容量2,900立方メートルの池が建設され、1896年（明治29年）から供給を開始。当初は無蓋であったが、1923年（大正12年）に、水の汚染と凍結の防止のため鉄筋コンクリート製のふたが取り付けられた。

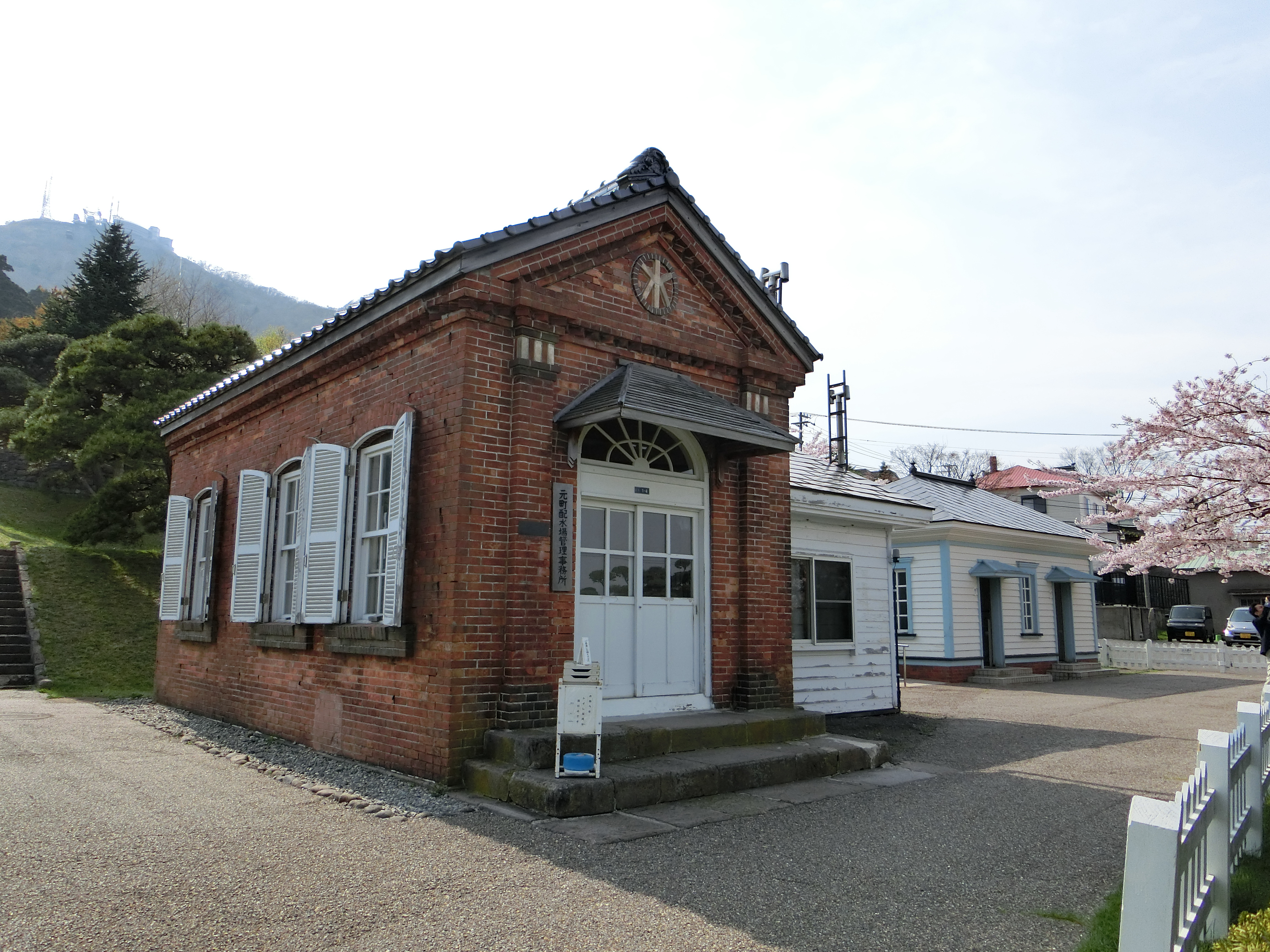
管理事務所

その歴史的価値が評価され、1985年（昭和60年）度に近代水道百選、2001年（平成13年）度に選奨土木遺産、2008年（平成20年）度に近代化産業遺跡群に選定された。また、創設以来使用されている管理事務所は、函館市の景観形成指定建築物に指定されている。

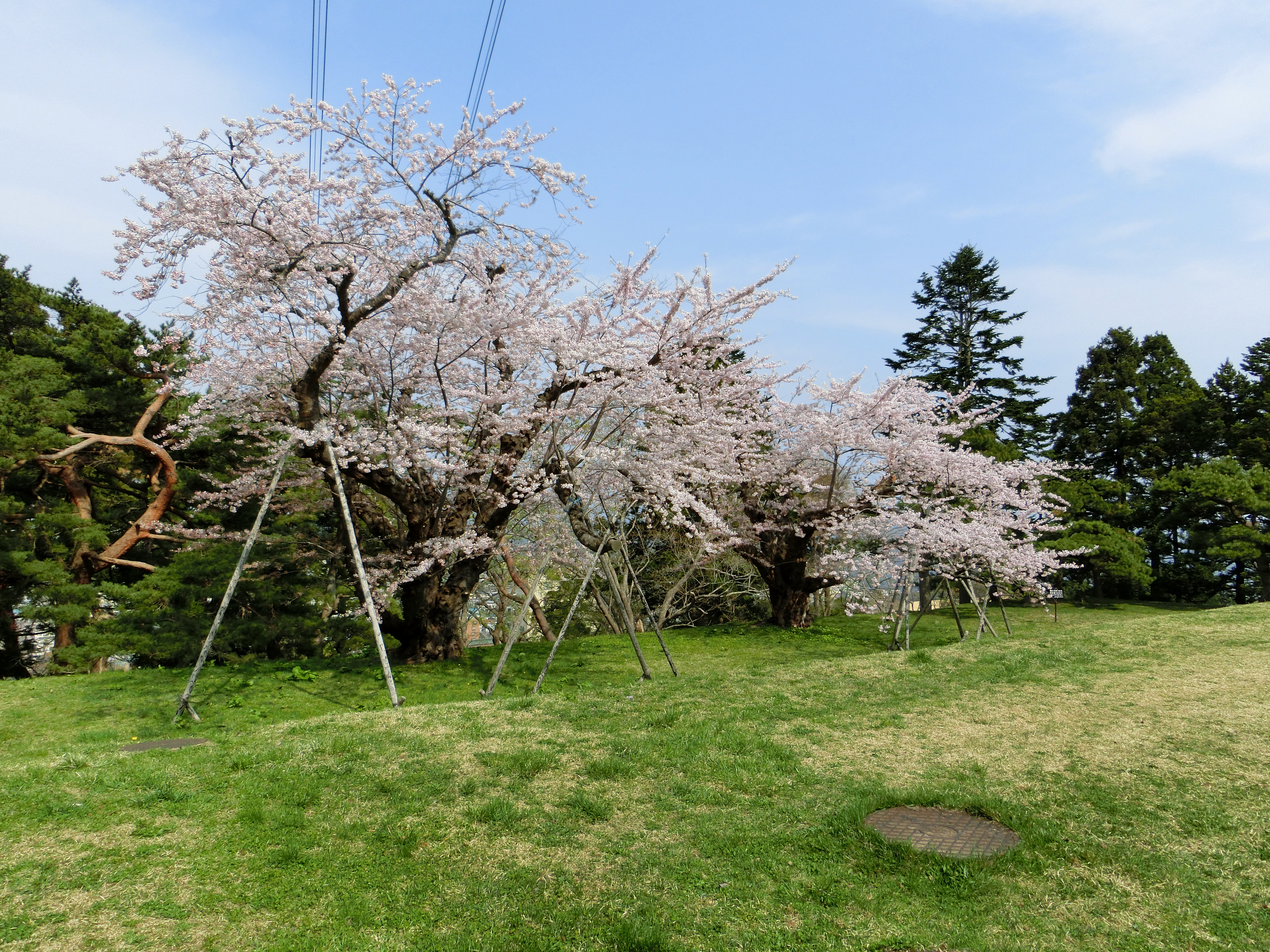
高区配水池の百年桜（2018年4月）

敷地内には噴水や展望広場が整備され、1989年（平成元年）から、水道創設100周年を記念して市民に一般開放されている。桜の名所となっており、高区配水池の完成記念に植樹されたソメイヨシノのうち2本が現存している。

## アクセス
- 函館市電十字街停留場から徒歩10分。